# NGC 4179
NGC 4179 (również PGC 38950 lub UGC 7214) – galaktyka soczewkowata (S0), znajdująca się w gwiazdozbiorze Panny. Odkrył ją William Herschel 24 stycznia 1784 roku.